# シャルル (曲)
『シャルル』は、日本のボーカロイドプロデューサーであるバルーンが2016年にリリースした楽曲。

## 概要
ボーカロイドプロデューサーであるバルーンこと須田景凪が、2016年10月12日にVOCALOIDであるv flowerを用いてリリースした楽曲。同月17日には、自身の歌唱によるセルフカバー版のMVを公開した。なお「シャルル」はフランス語圏で主に男性の名として用いられる。

## 評価
2021年2月現在、YouTubeに投稿されたv flower歌唱バージョンは3300万再生、セルフカバーは7600万再生を突破。また、ニコニコ動画にも両バージョンは投稿されており、それぞれ同月現在で500万再生、1000万再生を突破している。他の「歌ってみた」動画なども合わせると、合計で1億回再生を超えている。VOCALOIDのファンに限らず、一般の若者などからの支持も得ている楽曲である。

## カラオケへの影響
JOYSOUNDによる2017年発売曲カラオケ総合ランキングでは1位を獲得。
その後も2018年のJOYSOUND年間ランキングではVOCALOIDランキング1位、総合ランキング7位、2019年6月に発表された2019年JOYSOUNDカラオケ上半期ランキングでは総合ランキング3位、VOCALOIDランキング1位にランクインした。
また、DAMによるカラオケランキングでは、2018年年間ランキングで17位、2019年上半期のランキングでは5位にランクインするなど、カラオケでも人気の楽曲となっている。

## 収録
- 2016年10月12日に配信シングルとして発売。
- 2017年8月12日発売のアルバム『Corridor』に収録。